# Liste der Bundeswehrliegenschaften in Hamburg

Liegenschaften der Bundeswehr in Hamburg

Die Liste der Bundeswehrliegenschaften in Hamburg zeigt die über das gesamte Stadtgebiet verteilten Liegenschaften der Bundeswehr. Heute ist hiervon nur noch ein Teil in militärischer Nutzung. Viele der alten Kasernen wurden zu Wohnsiedlungen umgebaut. Im Jahre 1989 war Hamburg mit 21.000 Soldaten, aufgeteilt auf zehn Kasernen, nach Koblenz zweitgrößter Bundeswehrstandort Deutschlands. Der Standort bezeichnet sich selbst als „Intelligenzstandort“. Im Zuge des Stationierungskonzept 2011 wurde die Anzahl von vormalig 2.730 Dienstposten auf 2.360 vergleichsweise nur gering reduziert.

## Aktuelle Liegenschaften

### Reichspräsident-Ebert-Kaserne
Die Reichspräsident-Ebert-Kaserne wurde zwischen 1935 und 1937 erbaut. Sie befindet sich im Westteil Hamburgs in Hamburg-Iserbrook. Bis 1965 hieß sie Iserbrook-Kaserne. Sie wurde von der Bundeswehr am 1. April 1958 übernommen. Die Kaserne wurde nach Friedrich Ebert benannt, dem ersten Reichspräsidenten der Weimarer Republik.
| Aktuell stationierte Einheiten |
| --- |
| - Landeskommando Hamburg (UstgBer) - Bundeswehrfachschule Hamburg (Pers) - 6./Feldjägerregiment 1 (UstgBer) - Regionale Sicherungs- und Unterstützungskompanie Hamburg - ASt Begutachtung Nord - Bundeswehr-Dienstleistungszentrum Hamburg (IUD) - Marineschifffahrtleitung Hamburg (M) - Güteprüfstelle der Bundeswehr Hamburg (AIN) - Unterstützungspersonal Standortältester Hamburg - Verband der Reservisten der Bundeswehr Hamburg - Jugendoffizier Hansestadt Hamburg (UstgBer) |

| Ehemals stationierte Einheiten |
| --- |
| - Logistikschule der Bundeswehr (1960–1999) - Fernmeldesektor der Bundeswehr 102 (2001–2009) - 4./Feldjägerbataillon 151 (2007–2014) - Heimatschutzbataillon 813 (nicht aktiv) (1998–2006) - Luftwaffenflugabwehrbataillon 44 (1958–1960) - Marineschifffahrtleitstelle Hamburg (1971–2012) - Arbeitsgruppe Joint and Combined Operations (1994–2013) |

### Generalleutnant-Graf-von-Baudissin-Kaserne
Die Generalleutnant-Graf-von-Baudissin-Kaserne wurde 1936 als Flak-Kaserne der Wehrmacht gebaut und zunächst unter dem Namen General-Schwartzkopff-Kaserne in Hamburg-Osdorf eröffnet. Im Juni 1994 folge die Umbenennung.
| Aktuell stationierte Einheiten |
| --- |
| - Teile der Führungsakademie der Bundeswehr - Sanitätsversorgungszentrum Führungsakademie der Bundeswehr (UstgBer) - BundeswehrFuhrparkService GmbH ST Hamburg - Truppenküche II/Hamburg |

| Ehemals stationierte Einheiten |
| --- |
| - Truppenschule der Luftwaffe (1957–1971) - Luftwaffenmusikkorps 3 (1958–1959) Später umbenannt in Luftwaffenmusikkorps 4 - Luftwaffenmusikkorps 4 (1959–1992) - Luftwaffenflugabwehrbataillon 44 (1957–1958) - Kleiderkasse der Bundeswehr Hamburg (1985–1986) |

### Clausewitz-Kaserne
Die Clausewitz-Kaserne befindet sich in Hamburg-Nienstedten.
| Aktuell stationierte Einheiten |
| --- |
| - Führungsakademie der Bundeswehr - Bundeswehr-Dienstleistungszentrum Hamburg (IUD) - Evangelisches Militärpfarramt Hamburg II - Katholisches Militärpfarramt Hamburg II - Truppenküche I/Hamburg |

| Ehemals stationierte Einheiten |
| --- |
| - Festes Fernmeldezentrum der Bundeswehr 117/101 (1986–1989) - Fernmelderevisionsdiensttrupp 117/101 (bis 1989) - Fernmelderevisionsdiensttrupp 117/103 (bis 1989) - Fernmelderevisionsdiensttrupp 117/105 (bis 1989) - Fernmelderevisionsinstandhaltungstrupp 117/102 (1980–1994) - Fernmelderevisionsinstandhaltungstrupp 117/103 (1978–1994) - Evangelischer Standortpfarrer Hamburg II (1955–2007) - Katholischer Standortpfarrer Hamburg III (1955–2003) |

### Bundeswehrkrankenhaus Hamburg

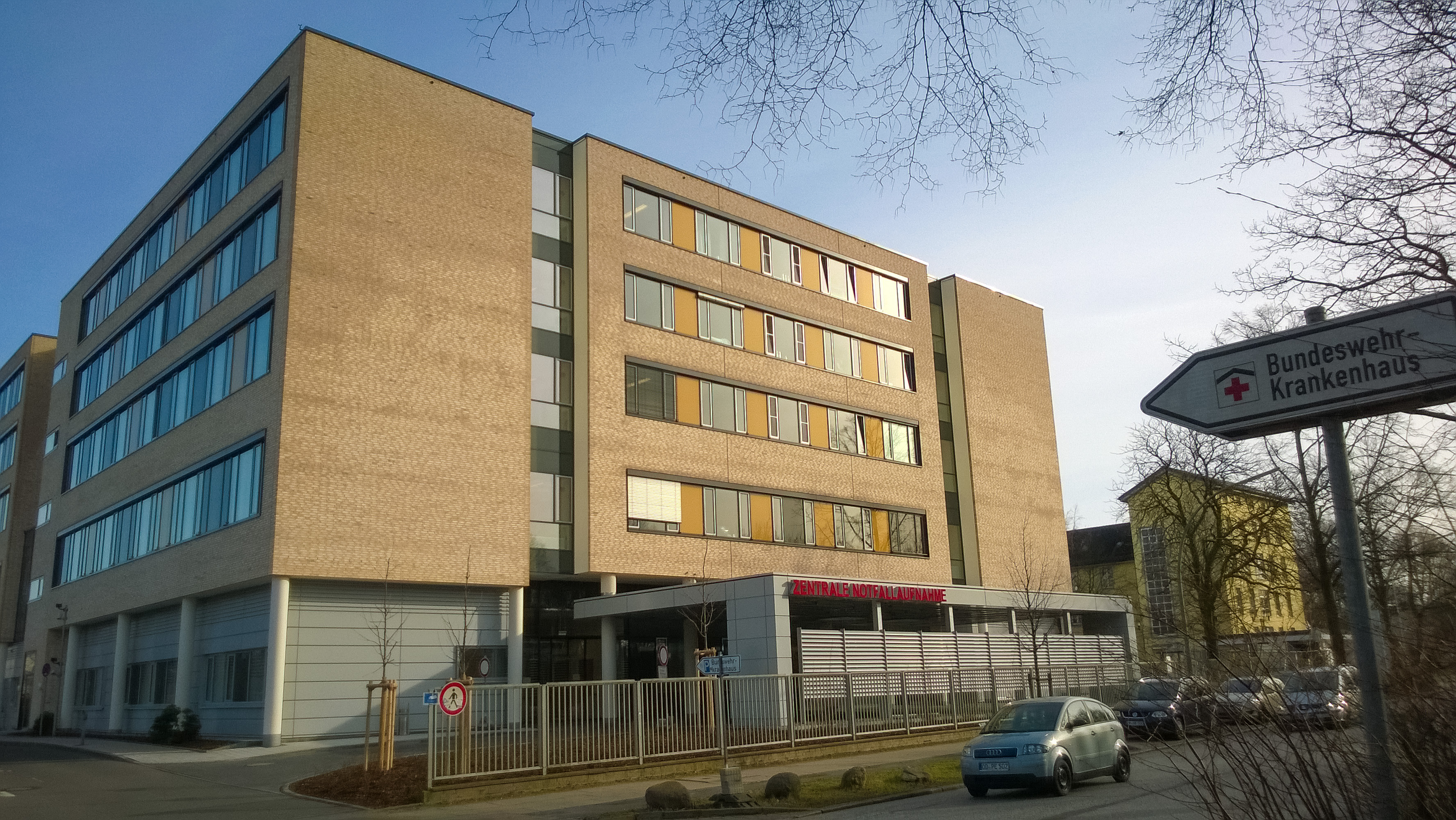
BWK Hamburg mit Zentraler Notaufnahme

Das Bundeswehrkrankenhaus Hamburg wurde 1937 durch die Wehrmacht als Standortlazarett in Hamburg-Wandsbek eröffnet. 1958 wurde es wieder eröffnet als Bundeswehrlazarett Hamburg und 1969 in Bundeswehrkrankenhaus Hamburg umbenannt.
| Aktuell stationierte Einheiten |
| --- |
| - Bundeswehrkrankenhaus Hamburg (UstgBer) - Bundeswehrapotheke (UstgBer) - Kommando Schnelle Einsatzkräfte Sanitätsdienst „Ostfriesland“ (Ausbildungs- und Simulationszentrum) - Verstärkungsreserve StratAirMedEvac - Katholischer Militärgeistlicher i.N. am Bundeswehrkrankenhaus Hamburg - Bundeswehrfuhrparkservice / SP Hamburg Bundeswehrkrankenhaus - Truppenküche V/Hamburg (zivil betrieben) |

| Ehemals stationierte Einheiten |
| --- |
| - Fachschule Rettungsdienst Hamburg vormals: Sanitätsschülerkompanie (bis 2006) - Luftwaffenchirurgengruppe 7 (1985–1986) - Katholischer Standortpfarrer Hamburg I (1955–1998) - Standortfernmeldeanlage 117/112 - Karrierecenter der Bundeswehr Kiel (Karriere- und Beratungsbüro Hamburg) |

### Liegenschaft Albert-Einstein-Ring

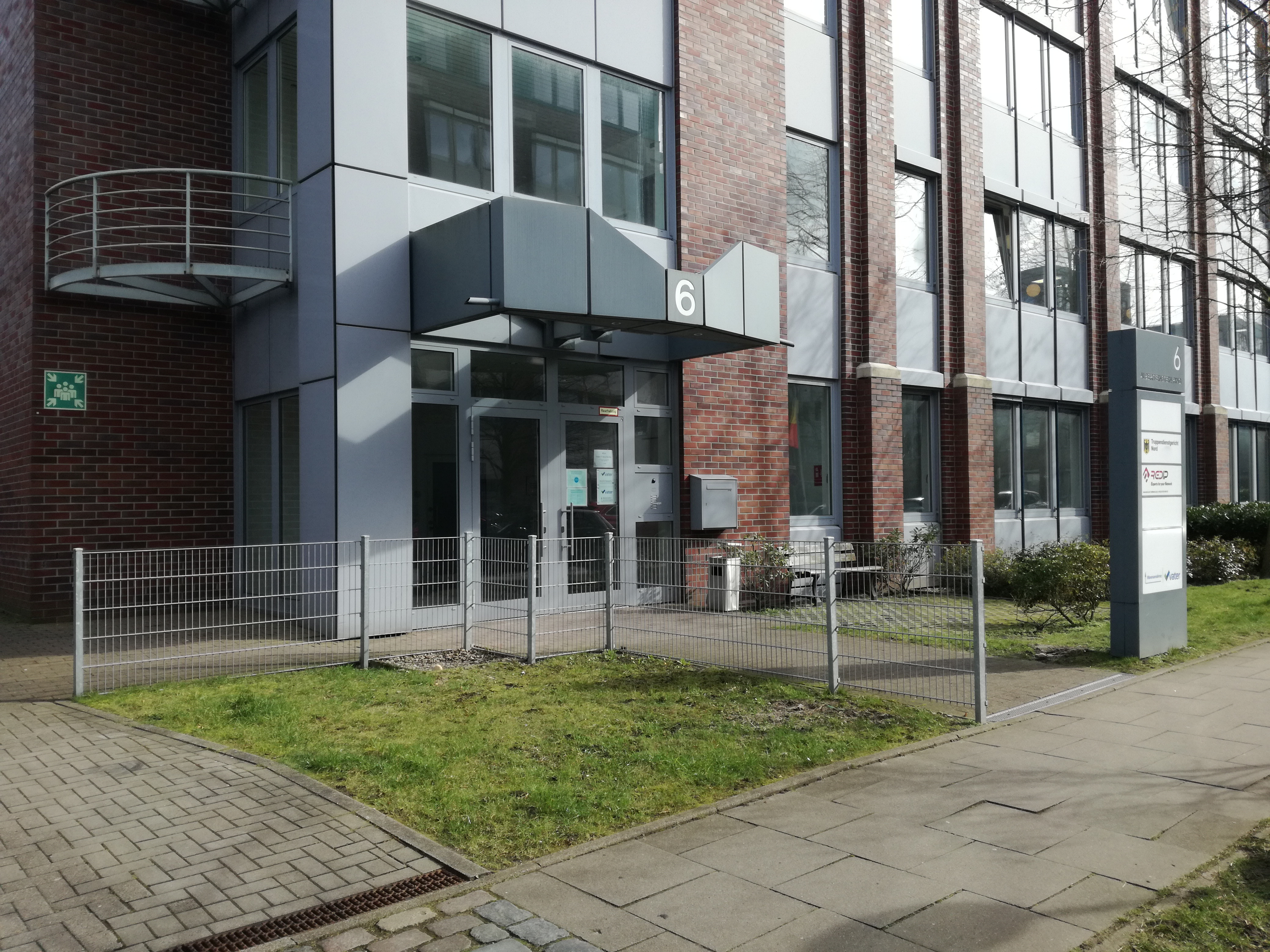
Eingang zum Dienstgebäude des Truppendienstgerichts Nord, 3. und 4. Kammern

Die Liegenschaft Albert-Einstein-Ring befindet sich in Hamburg-Bahrenfeld in einem Bürogebäude und beherbergt heute das Truppendienstgericht Nord mit mehreren auswärtigen Kammern.
| Aktuell stationierte Einheiten                                                        |
| ------------------------------------------------------------------------------------- |
| - 3. Kammer des Truppendienstgerichts Nord - 4. Kammer des Truppendienstgerichts Nord |

### Hanseaten-Bereich
Der Hanseaten-Bereich, auch Hanseaten-Kaserne genannt, liegt in Hamburg-Horn. Die Garnison wurde 1937 als Litzmann-Kaserne eröffnet. Sie beherbergt Teile der nur wenige 100 m entfernten Bundeswehr-Universität in Hamburg-Jenfeld.
| Aktuell stationierte Einheiten |
| --- |
| - Teile Helmut-Schmidt-Universität/Universität der Bundeswehr Hamburg (P) - Unterkunftsbereich Helmut-Schmidt-Universität/Universität der Bundeswehr Hamburg (P) - Sanitätsversorgungszentrum Hamburg-Mitte (UstgBer) |

| Ehemals stationierte Einheiten |
| --- |
| - Feldzeugbataillon 511 (1. August 1956 – 16. März 1959, dann Umbenennung in Instandsetzungsbataillon 460 und Verlegung in die Lettow-Vorbeck-Kaserne Hamburg) - Panzerfernmeldebataillon 3 (1956–1958, dann Umbenennung in Fernmeldebataillon 3 und Verlegung nach Buxtehude) |

### Douaumont-Kaserne (Helmut-Schmidt-Universität)

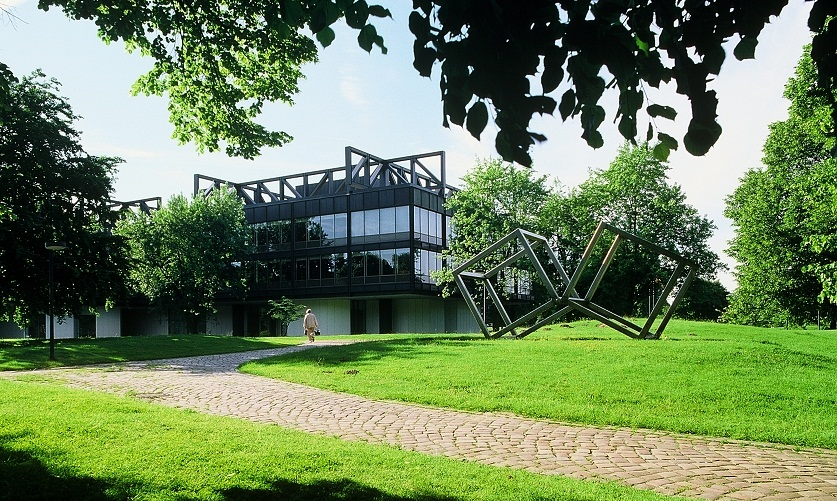
Hauptgebäude der Helmut-Schmidt-Universität

Die Douaumont-Kaserne (Helmut-Schmidt-Universität), auch Douaumont-Bereich genannt, liegt in Hamburg-Jenfeld. 1935–1936 erbaut, wurde sie benannt nach dem Fort Douaumont, Teil der französischen Festungsanlage um Verdun. Heutzutage beherbergt sie die Helmut-Schmidt-Universität/Universität der Bundeswehr Hamburg.
| Aktuell stationierte Einheiten |
| --- |
| - Helmut-Schmidt-Universität/Universität der Bundeswehr Hamburg (P) - Helmut-Schmidt-Universität/Universität der Bundeswehr Hamburg Studierendenbereich (P) - Helmut-Schmidt-Universität/Universität der Bundeswehr Hamburg Studierendenfachbereich A (Betreuung Elektrotechnik und Maschinenbau) (P) - Helmut-Schmidt-Universität/Universität der Bundeswehr Hamburg Studierendenfachbereich B (Betreuung Geistes- und Sozialwissenschaften) (P) - Helmut-Schmidt-Universität/Universität der Bundeswehr Hamburg Studierendenfachbereich C (Betreuung Wirtschafts- und Sozialwissenschaften) (P) - Evangelisches Militärpfarramt Hamburg I (vorher: Evangelischer Standortpfarrer Hamburg I) - Katholisches Militärpfarramt Hamburg I - Zentrum Innere Führung – Evaluation FMO Hamburg (Führungsbegleitung in militärischen Organisationen) |

| Ehemals stationierte Einheiten |
| --- |
| - Heeresoffizierschule II (1958–1974) - I./Feldartillerieregiment 1 (1956–1958) - III./Feldartillerieregiment 1 (1956–1957) - Grenadierbataillon 31 (1956–1957) - Grenadierbataillon 61 (1957–1958) Dann umbenannt in Grenadierbataillon 16 und verlegt. - Standortfernmeldeanlage 117/111 - Fernmelderevisionsdiensttrupp 117/111 (bis 1989) - Fernmelderevisionsinstandhaltungstrupp 117/111 (1979–1994) - Evangelischer Standortpfarrer Hamburg I (1955–2007) - Evangelischer Pfarrer Universität Bw Hamburg (1955–2004) |

### Liegenschaft Rahlau
In Hamburg-Tonndorf befinden sich große Teile des Bundeswehr-Dienstleistungszentrum (BwDLZ) Hamburgs.
| Aktuell stationierte Einheiten              |
| ------------------------------------------- |
| - LHBw GmbH / Bekleidungskammer (2006–2014) |

| Ehemals stationierte Einheiten                                  |
| --------------------------------------------------------------- |
| - Standortverwaltung Hamburg Bekleidungskammer uvm. (1955–2006) |

### Marineanlage Reiherdamm
Die Marineanlage Reiherdamm befindet sich in Hamburg-Steinwerder.
| Aktuell stationierte Einheiten |
| --- |
| - Marineamt Abteilung Marinerüstung/Marinelogistik Teileinheit Hamburg (M) - Werftliegerunterstützungszug Hamburg (M) - Truppenküche III/Hamburg - Zivilberufliche Aus- und Weiterbildung Betreuungsstelle Hamburg |

| Ehemals stationierte Einheiten                                                              |
| ------------------------------------------------------------------------------------------- |
| - 3. Marinestützpunktkompanie (1985–1986) - Marinefernmeldegruppe 12 TE Hamburg (1957–1986) |

### Bernhard-Nocht-Institut für Tropenmedizin
Teile des Bundeswehrkrankenhauses sind seit 2005 im Bernhard-Nocht-Institut für Tropenmedizin untergebracht.
| Aktuell stationierte Einheiten |
| --- |
| - Zentrales Institut des Sanitätsdienstes der Bundeswehr Koblenz – Außenstelle Bernhard-Nocht-Institut Hamburg (UstgBer) - Amt für Geoinformationswesen der Bundeswehr – Teile Hamburg |

| Ehemals stationierte Einheiten                             |
| ---------------------------------------------------------- |
| - Stab Marineunterstützungskommando TE Hamburg (1974–2001) |

### Liegenschaft beim Schlump
In der Straße Beim Schlump befindet sich ein weiteres Dienstgebäude.
| Aktuell stationierte Einheiten     |
| ---------------------------------- |
| - Teile Planungsamt der Bundeswehr |

## Ehemalige Liegenschaften

### Boehn-Kaserne
Die Boehn-Kaserne befand sich in Hamburg-Rahlstedt. Die Kaserne wurde am 9. August 1956 an die Bundeswehr übergeben und am 30. September 1993 geschlossen. Heute erkennt man die Lage der ehemaligen Boehn-Kaserne nur noch am Verlauf der Straßen und an der Anordnung der Häuser. Das Stabsgebäude ist erhalten.
| Ehemals stationierte Einheiten: |
| --- |
| - Panzerbrigade 8 „Lüneburg“ (1959–1959) - Panzergrenadierbrigade 17 (1959–1993) - Feldartilleriebataillon 177 (1959–1967) - Panzerartilleriebataillon 177 (1967–1993) - Panzergrenadierbataillon 3 (1956–1959) - Panzergrenadierbataillon 73 (1962–1971) - Panzergrenadierbataillon 173 (1992–2003) - Grenadierbataillon 11 (1956–1958) - Sanitätszentrum 102 - Sanitätsbereich 10/1 (1985–1986) - Arztgruppe Betriebsmedizin 102 - Zahnarztgruppe 102/1 (1985–1986) - Fahrschulgruppe Hamburg 5 (1986–1994) - Kampfgruppe A 3 (1956–1959) - Standortfernmeldeanlage 117/113 - Fernmeldedienstgruppe 117/10 (1982–1994) - Fernmeldedienstgruppe 117/11 (1982–1994) - Fernmelderevisionsdiensttrupp 117/112 (1979–1995) - Evangelischer Standortpfarrer Hamburg V (1985–1986) |

Lage: 53° 36′ N, 10° 8′ O

### Graf-Goltz-Kaserne

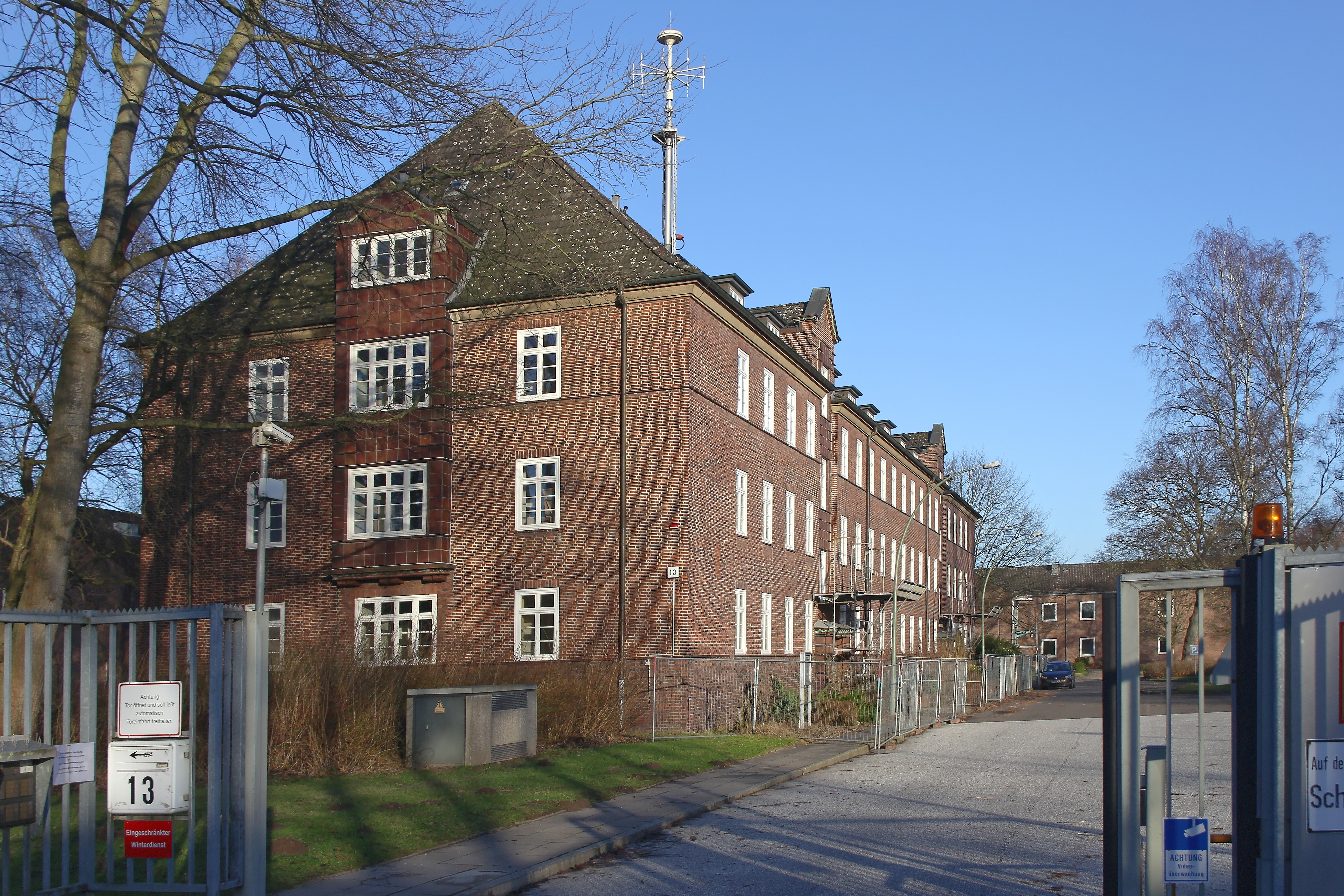
Erhaltenes Unterkunftsgebäude, durch die Zollfahndung genutzt

Die Graf-Goltz-Kaserne befand sich unweit der Boehn-Kaserne in Hamburg-Rahlstedt. Die Kaserne wurde 1951 an den Bundesgrenzschutz und wenige Jahre später an die Bundeswehr übergeben. Am 30. September 1992 wurde die Kaserne aufgelöst. Heute befindet sich an der Stelle das Wohngebiet „Boltwiesen“.
| Ehemals stationierte Einheiten: |
| --- |
| - Feldartillerieregiment 1 (1956–1958) - Panzerartilleriebataillon 31 (1959–1959) - Panzerbataillon 3 (1956–1959) - Panzerbataillon 23 (1958–1958) - Panzerbataillon 174 (1959–1992) - Panzergrenadierbataillon 23 (1958–1958) - Panzergrenadierbataillon 171 (1981–1992) - Panzergrenadierbataillon 172 (1959–1971) - 3./Versorgungsbataillon 176 (1959–1972) - Instandsetzungskompanie 170 (1972–1992) - Panzeraufklärungskompanie 170 (1959–1962) - Panzerjägerkompanie 170 (1959–1968) - Sanitätsbereich 10/3 (1985–1992) |

Lage: 53° 37′ N, 10° 11′ O

### Röttiger-Kaserne

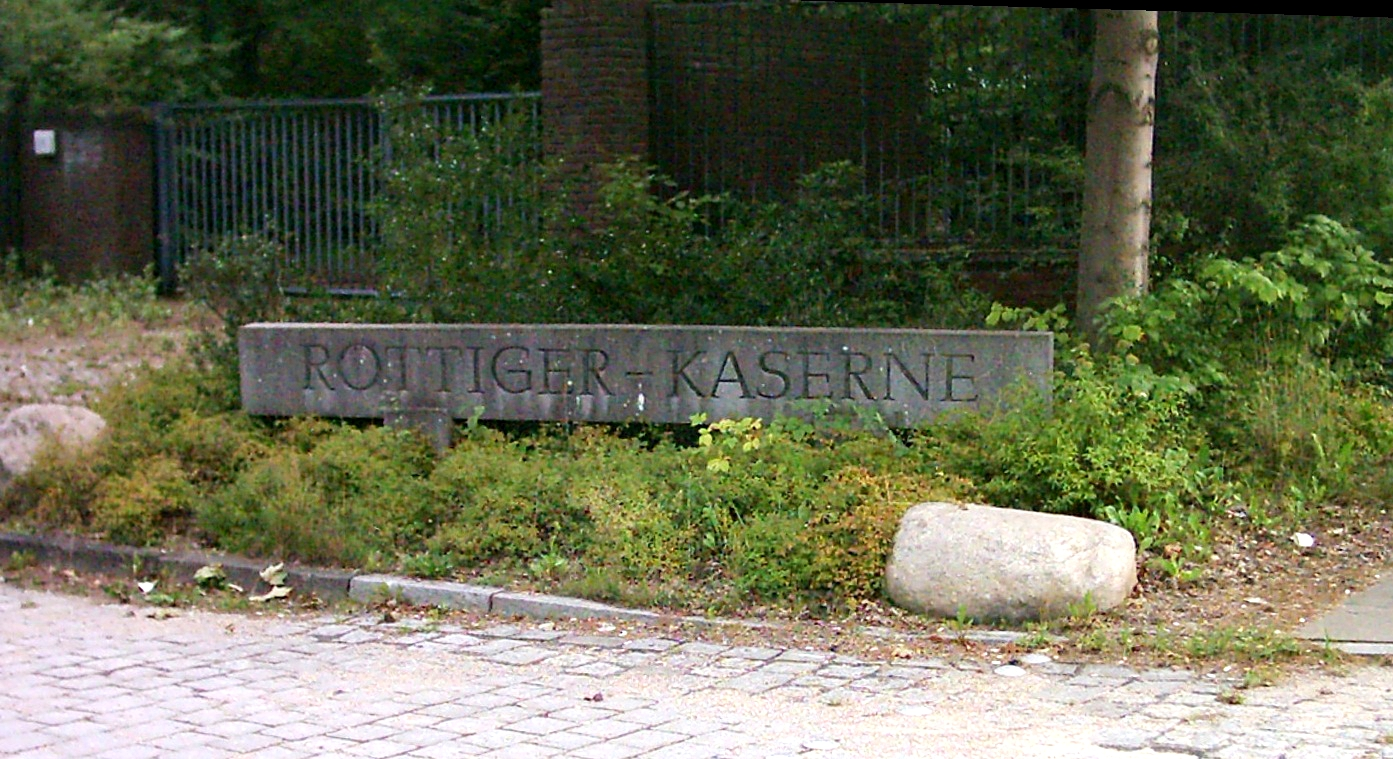
Schild an der ehemaligen Einfahrt

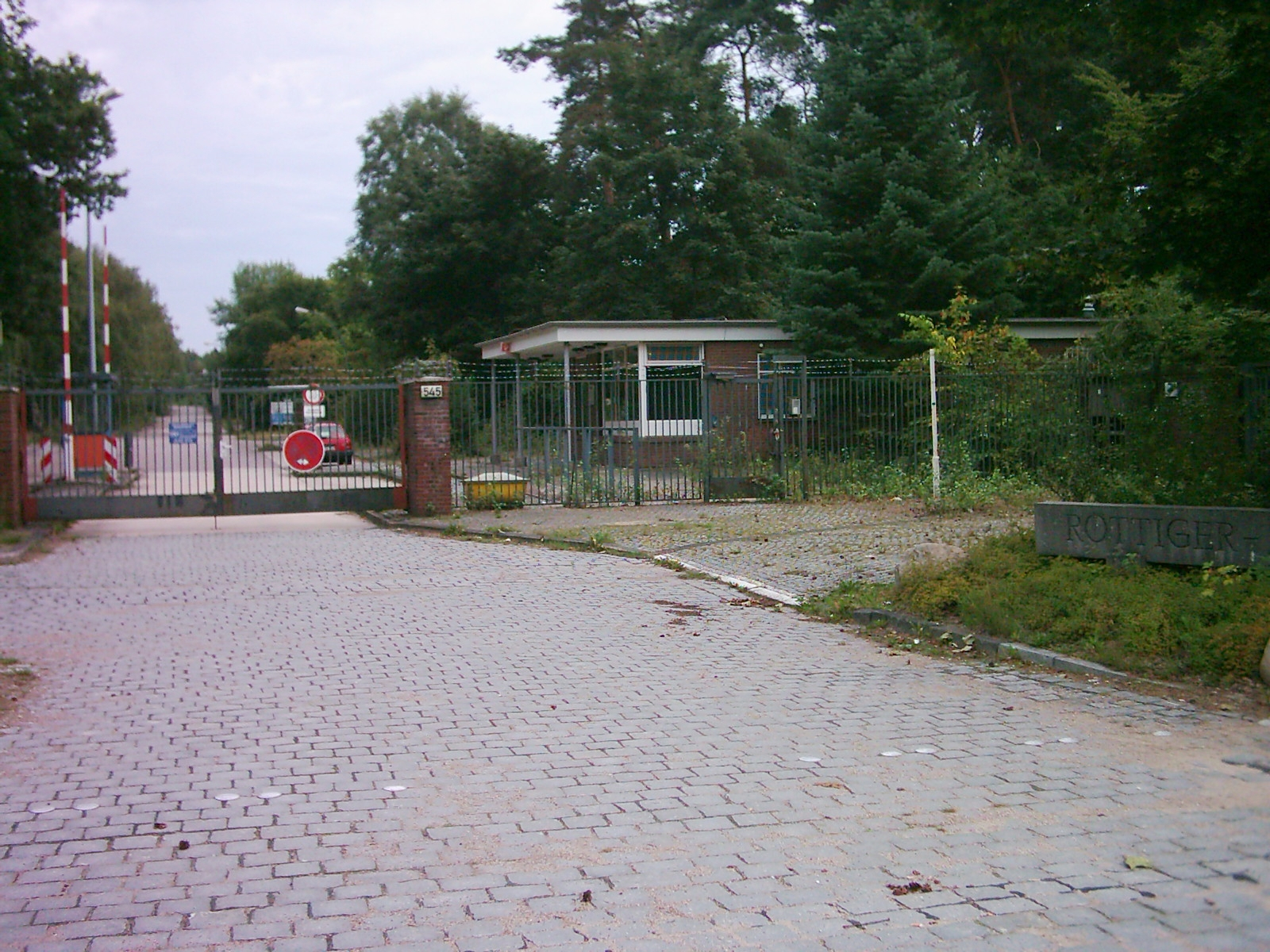
Eingang zur ehemaligen Röttiger-Kaserne

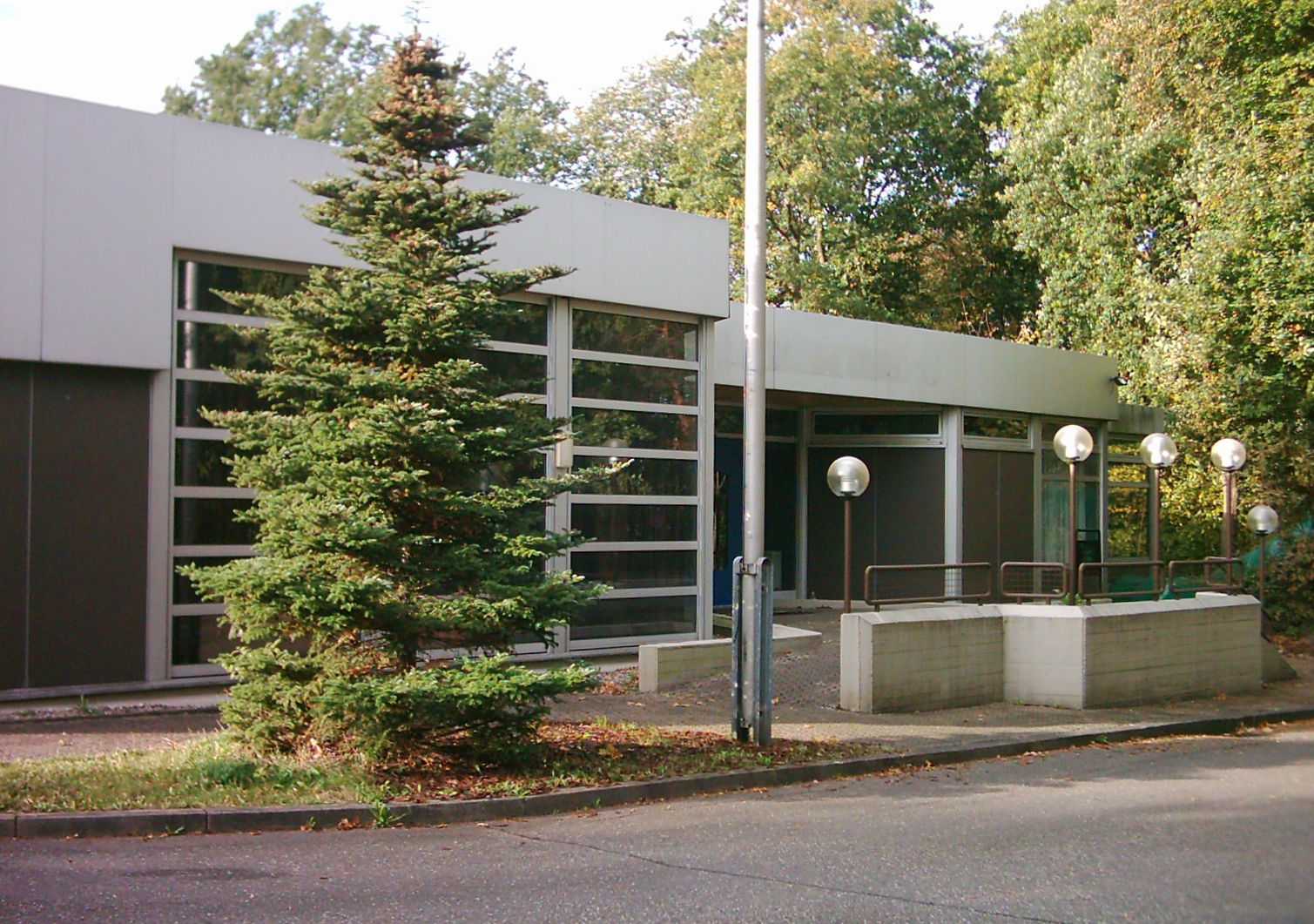
Eingang zum ehemaligen Soldatenheim

Die Röttiger-Kaserne befand sich in Hamburg-Neugraben-Fischbek. Sie wurde im März 2004 aufgelöst. Zuvor trug sie den Namen Panzer-Kaserne. An der Stelle der ehemaligen Kaserne entsteht seit 2014 das Wohngebiet Fischbeker Heidbrook mit ca. 1.200 Wohneinheiten.
| Ehemals stationierte Einheiten: |
| --- |
| - Flugabwehrregiment 3 (1977–1993) - Panzergrenadierbrigade 7 „Hansestadt Hamburg“ (1959–2004) - Panzergrenadierbrigade 32 (1958–1996) und (1996 bis 2003 nicht aktiv) - Feldartilleriebataillon 75 (1963–1966) - Panzergrenadierbataillon 71 (1980–1992) - Panzergrenadierbataillon 72 (1959–2003) - Panzerartilleriebataillon 75 (1966–1992) und (1997 nicht aktiv) - Versorgungsbataillon 76 (1959–1963) - Kraftfahrausbildungszentrum Hamburg 1 (1994–2003) - Kraftfahrausbildungszentrum Hamburg 2 (1997–2003) - Ausbildungskompanie 9/3 (1962–1967) - Ausbildungskompanie 11/3 (1961–1964) - 3./Flugabwehrbataillon 3 (1972–1977) - Feldersatzkompanie 320 (1996–2003) - Feldersatzkompanie 70 (1993–2003) - Fahrschulgruppe Hamburg 2 (1985–1994) - Fahrschulgruppe Hamburg 3 (1986–1994) - Sanitätsbataillon 141 - Sanitätszentrum 103 (1985–1997) - Sanitätsbereich 10/4 (1985–1986) - Zahnarztgruppe 103/1 (1985–1986) - Lazarett 7240 (GerEinh) - Standortfernmeldeanlage 117/103 - Fernmelderevisionsdiensttrupp 117/104 (bis 1989) - Fernmelderevisionsinstandhaltungstrupp 117/104 (1986–1994) - Evangelischer Standortpfarrer Hamburg III (1955–1999) |

Lage: 53° 28′ N, 9° 49′ O

### Scharnhorst-Kaserne

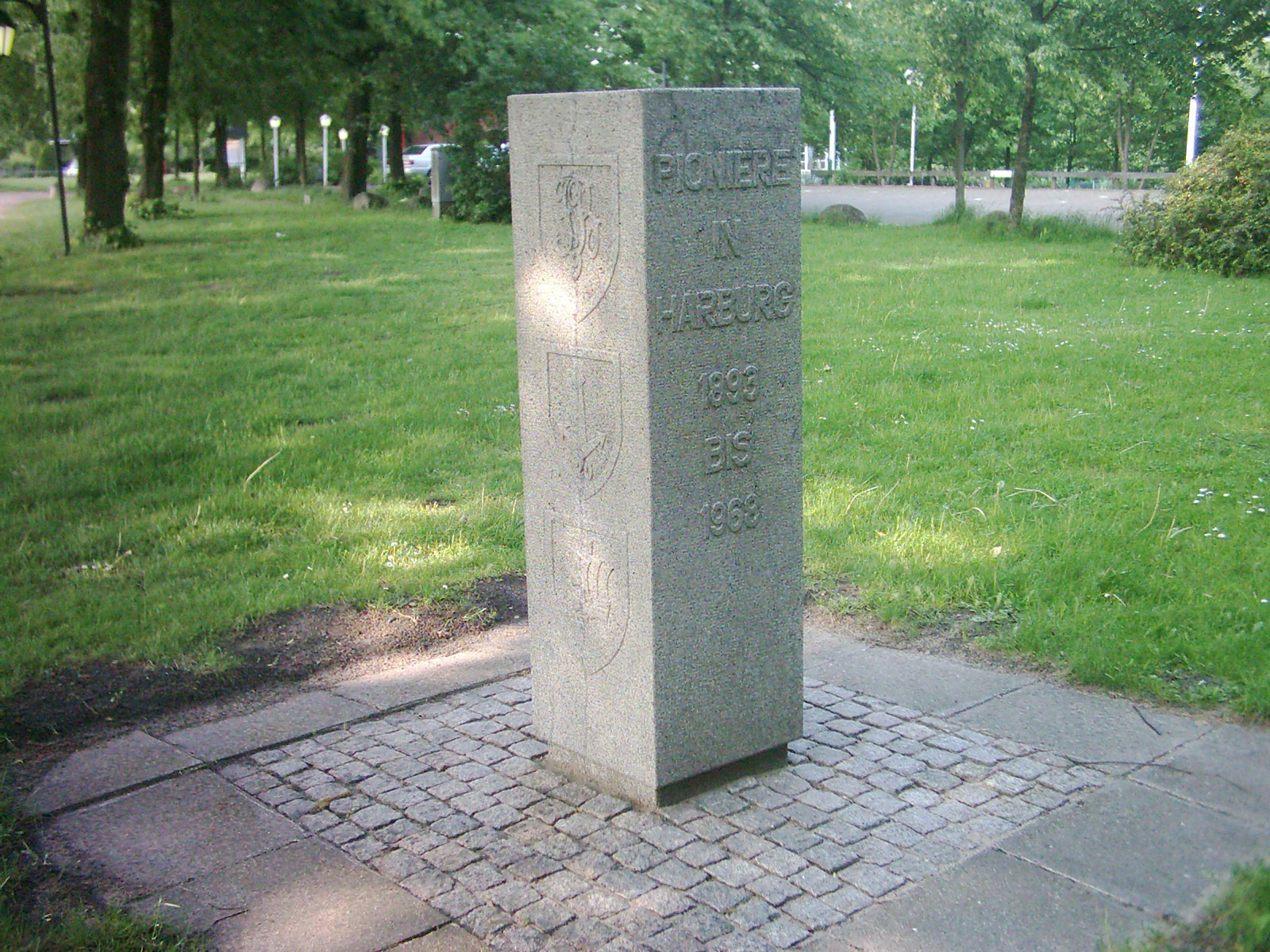
Pionierstein auf dem Schwarzenberg zum Gedenken an die beheimaten Pioniereinheiten

Die Scharnhorst-Kaserne befand sich in Hamburg-Heimfeld. Errichtet für die Wehrmacht und von ihr mit Pioniereinheiten belegt, folgten nach dem Zweiten Weltkrieg britische Pioniere und ab 1954 der Bundesgrenzschutz. Die Bundeswehr übernahm die Kaserne 1956 und stationierte zunächst Pioniere, später Sanitäter. Anfang 1994 wurde die Kaserne aufgelöst und mit Wohnhäusern bebaut.
| Ehemals stationierte Einheiten der Bundeswehr: |
| --- |
| - Panzerpionierbataillon 3 - Pionierbataillon 1 - Pionierbataillon 3 - Sanitätsbataillon 3 - Sanitätsbataillon 806 - Panzerpionierkompanie 70 - ABC-Abwehrkompanie 3 - Fahrschulgruppe Hamburg 1 - Sanitätskompanie 70 - Sanitätskompanie 80 - Sanitätsbereich 10/5 |

Lage: 53° 28′ N, 9° 57′ O

### Lettow-Vorbeck-Kaserne

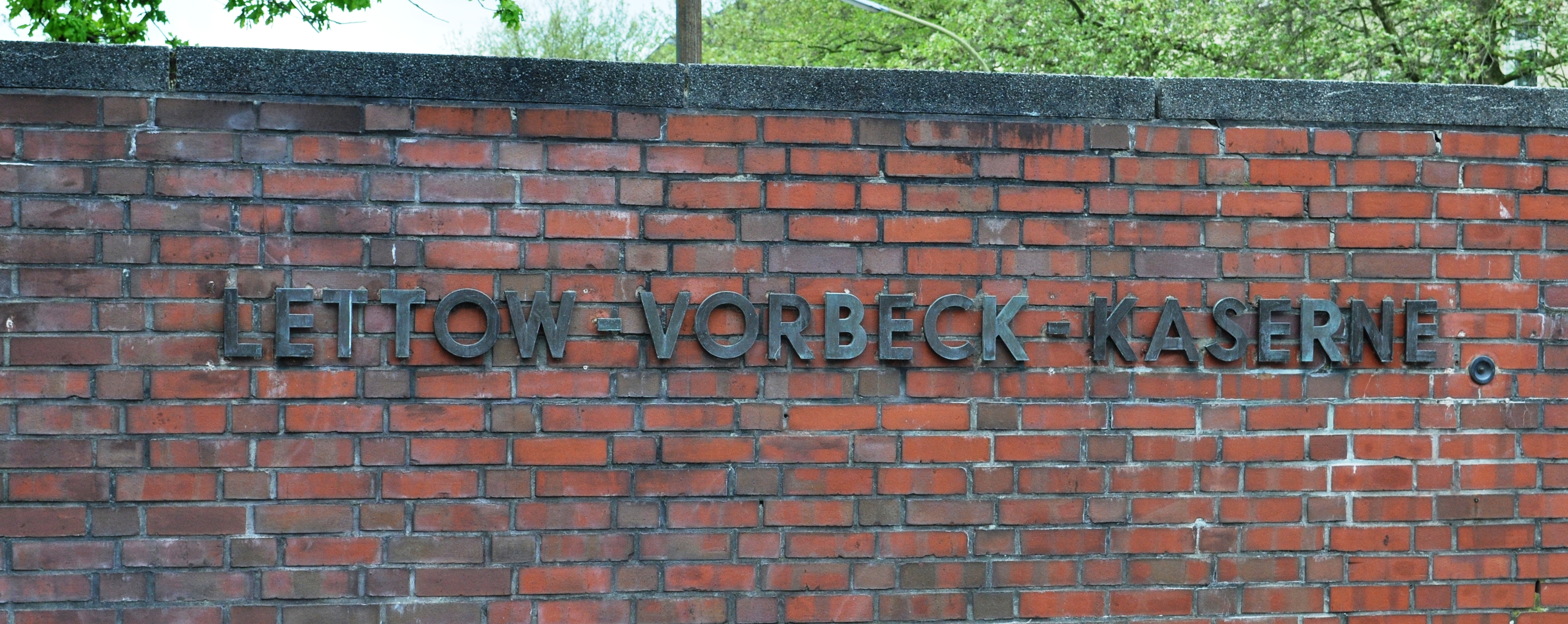
Schild am Eingang der ehemaligen Lettow-Vorbeck-Kaserne

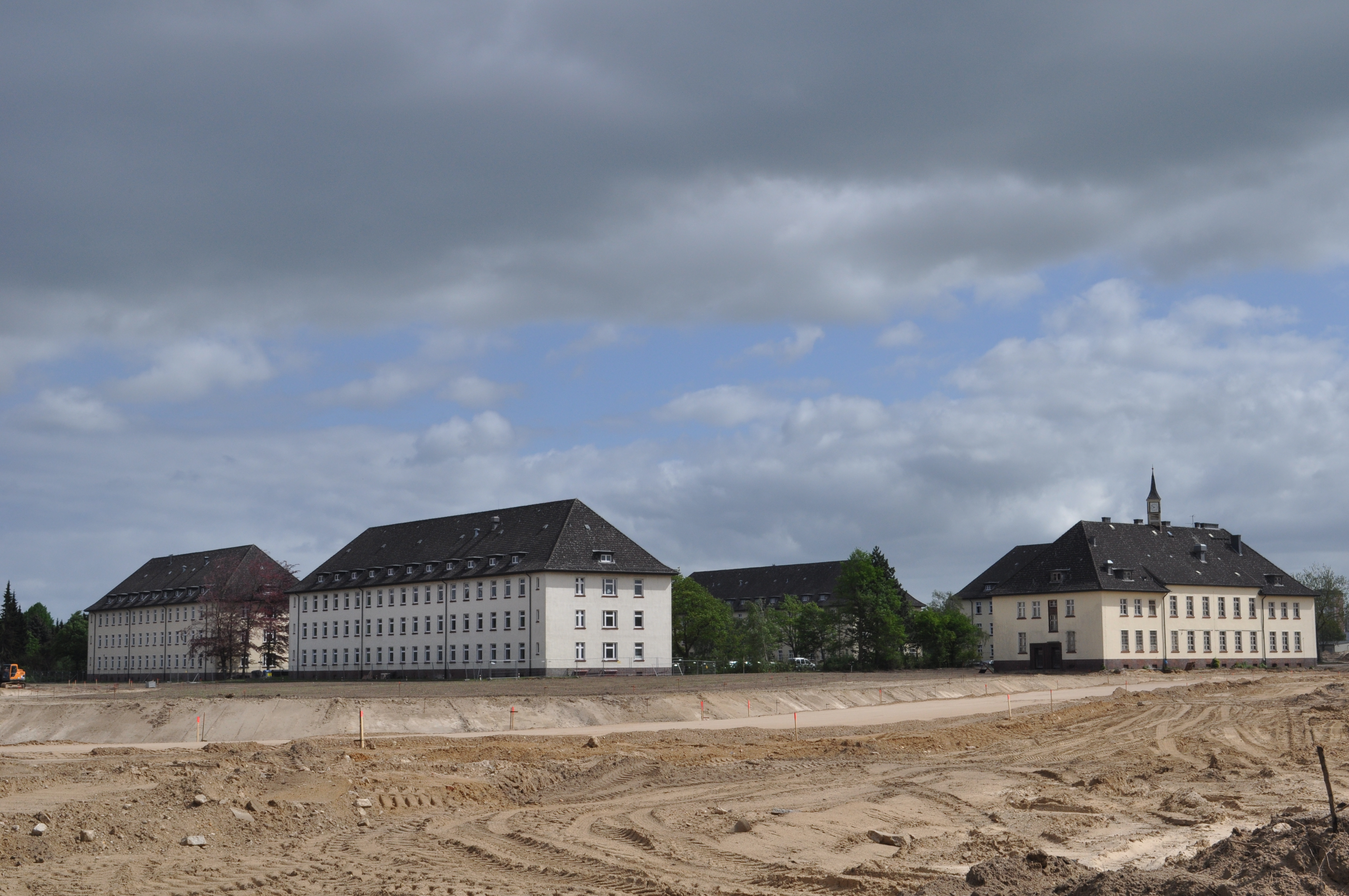
Teile der ehemaligen Lettow-Vorbeck-Kaserne

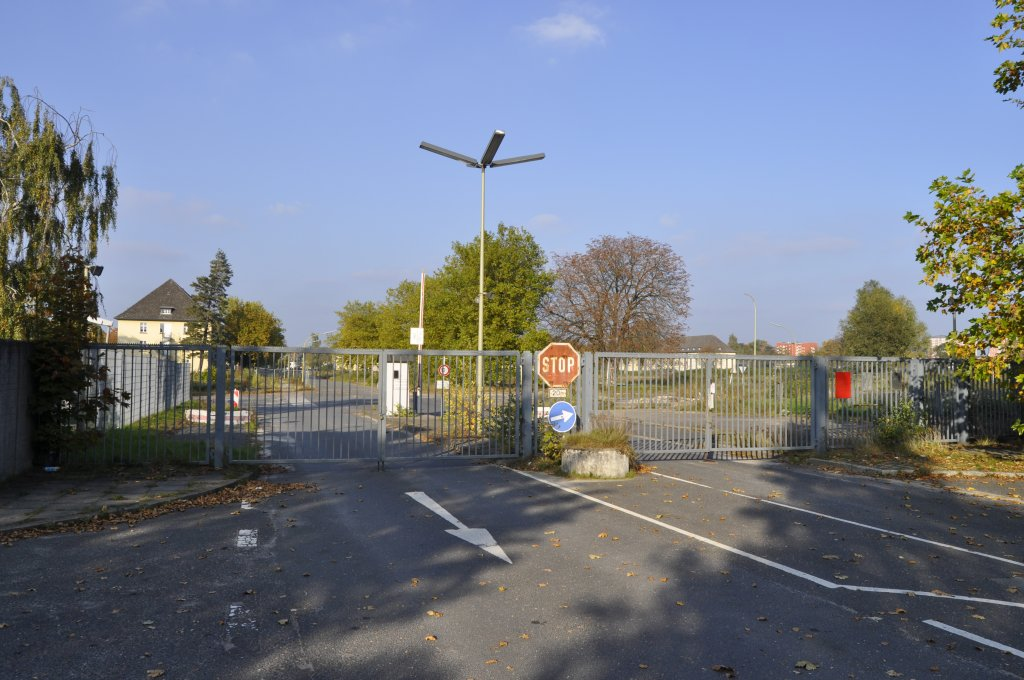
Geschlossene Wache

Die Lettow-Vorbeck-Kaserne befand sich in Hamburg-Jenfeld. Sie wurde 1959 von der Bundeswehr übernommen und bestand anfangs aus der Lettow-Vorbeck-Kaserne und der 1960 von der Bundeswehr übernommenen Estorff-Kaserne. Die Zusammenlegung erfolgte 1973/1974 unter dem Namen Lettow-Vorbeck-Kaserne.

Die Kaserne diente in der Fernsehserie Die Rettungsflieger als Drehort und war Kulisse für das Rettungszentrum und das Bundeswehrkrankenhaus. Ab Januar 2010 wurden weite Teile der Kaserne abgerissen. Erhalten blieben lediglich das Ensemble um den „Kleinen Exerzierplatz“ westlich sowie vier Blöcke und einige Technikbauten östlich der Wilsonstraße, diese werden seitdem von der Bundespolizei genutzt.
Während der Besatzung durch die Britische Rheinarmee trug die Estorff-Kaserne dem Namen St Patrick’s Barracks und die Lettow-Vorbeck-Kaserne dem Namen St Andrew’s Barracks.
Auf der Fläche der Kaserne entsteht zurzeit das Quartier „Jenfelder Au“ mit circa 770 Wohneinheiten. Ab 2006 mietete die Bundeswehr Teile der Gebäude zurück, um den Überhang von studierenden Offizieren an der Helmut-Schmidt-Universität/Universität der Bundeswehr Hamburg unterbringen zu können.
| Ehemals stationierte Einheiten: |
| --- |
| - III./Luftwaffenausbildungsregiment 1 (1956–1993) - Instandsetzungsbataillon 6 (1959–2005) - Versorgungsbataillon 176 (1959–1972) - Feldersatzbataillon 167 (1969–1981) Dann umbenannt in: Feldersatzbataillon 63 - Feldersatzbataillon 63 (1981–1993) - Panzerbataillon 613 (Geräteeinheit) (1983–1991) - 3./Feldjägerbataillon 610 (1985–1986) - Nachschubkompanie 170 (1972–1986) Dann: 4./InstBtl 6 - Flugabwehrkanonenbatterie 11 (Geräteeinheit) (1985–1986) - Instandsetzungsausbildungskompanie 5/6 (1985–1992) - Instandsetzungsausbildungskompanie 6/6 (1981–1994) - Luftwaffensanitätsstaffel III./LwAusbRgt 1 (1985–1986) - Sanitätsbereich 10/2 (1985–1986) - Fahrschulgruppe Hamburg 4 (1986–1994) - Verpflegungsstelle Hamburg (1985–1986) - Sportfördergruppe (1990–1996) - Truppenarzt Hamburg (1985–1986) |

Lage: 53° 35′ N, 10° 8′ O

### Sophienterrasse

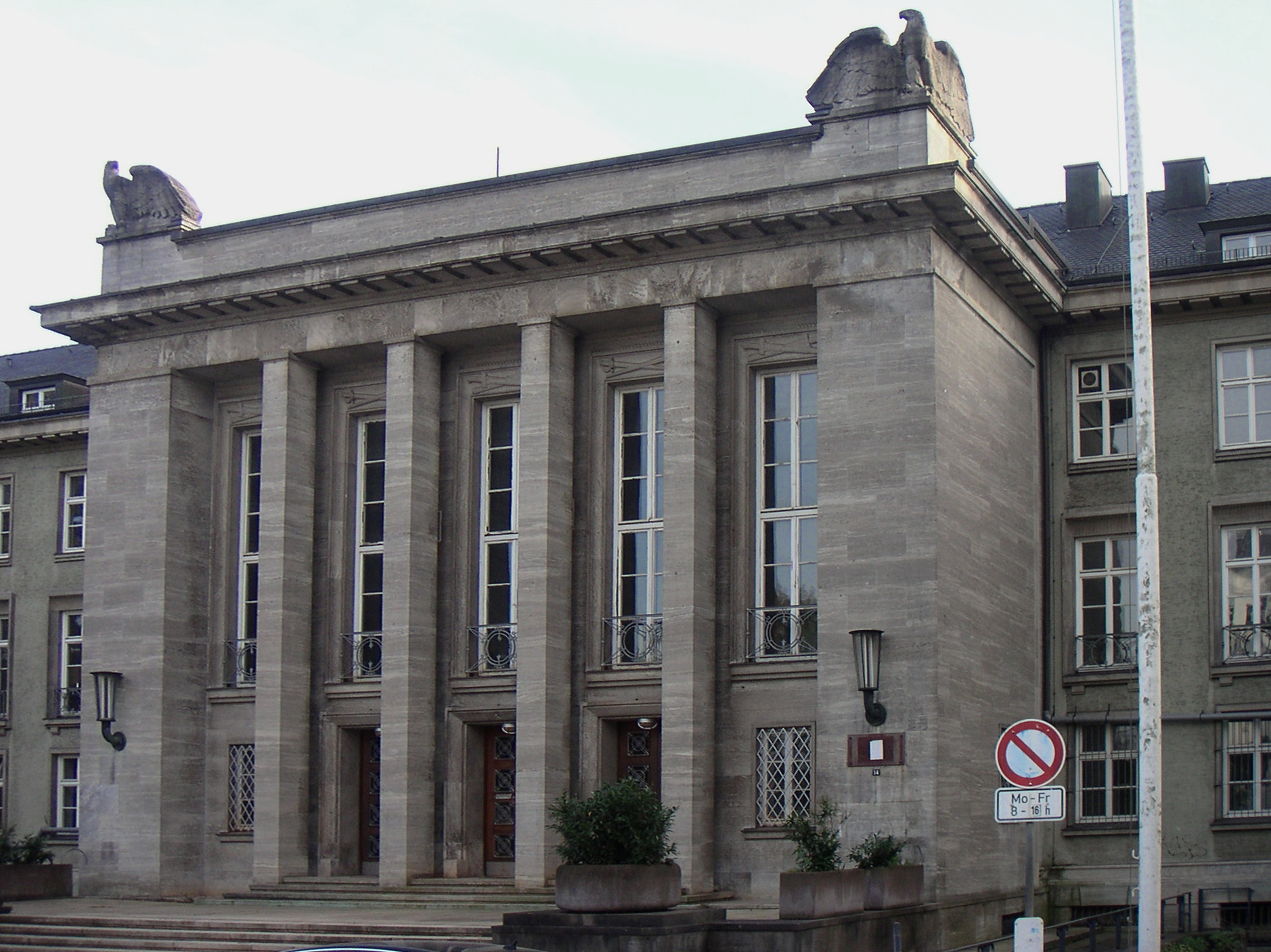
Ehemals genutztes Gebäude der Sophienterrasse 14

An der Straße Sophienterrasse in Hamburg-Harvestehude befanden sich zwei Gebäude, von denen zuletzt nur noch eines von der Bundeswehr genutzt wurde. Dieses wurde 2014 geschlossen.
| Ehemals stationierte Einheiten |
| --- |
| - Karrierecenter der Bundeswehr Kiel (Karriereberatungsbüro Hamburg) (2012–2014) - Kreiswehrersatzamt Hamburg (bis 2012) - Wehrdienstberater Zentrum für Nachwuchsgewinnung Nord Hamburg (1996–2012) - Verteidigungsbezirkskommando 10 und Standortkommandant Hamburg (1963–2007) - Musikkorps I B (1956–1959) - Heeresmusikkorps 6 (1959–1992) - Bereichsfernmeldeführer 117 (1955–1994) - Fernmeldesystemabschnitt der Bundeswehr (1994–2000) - Fernmeldesektor der Bundeswehr 102 (2000–2001) - MAD-Stelle 11 (1985/1986) - Sicherungszug 7010/1 (Geräteeinheit) (bis 1989) - Festes Fernmeldezentrum der Bundeswehr 117/102 - Pionierdienstgruppe Verteidigungsbezirkskommando 10 (1982–1991) - Fernmelderevisionsdiensttrupp 117/102 (bis 1989) - Fernmelderevisionsinstandhaltungstrupp 117/101 - Wallmeistertrupp 100/1 (1985–1986) - Wallmeistertrupp 100/2 (1985–1986) - Güteprüfstelle (R) Hamburg (1985–1986) - Güteprüfstelle Bundeswehr Hamburg (2007–2010) - Verteilervermittlung der Bundeswehr Hamburg (1985–1986) - Infrastruktur- und Bauinstandsetzungsgruppe 7010 (Geräteeinheit) - Verteilervermittlung der Bundeswehr HAMBURG - Feldwebel für Reservisten 100 (1982–1994) - Kreiswehrersatzamt |

Lage: 53° 35′ N, 10° 0′ O

### Liegenschaft Mittelweg
Die Liegenschaft Mittelweg befand sich in Hamburg-Harvestehude am Mittelweg 110 und beherbergte seit 1985 das Truppendienstgericht Nord mit mehreren auswärtigen Kammern. Die Gebäude wurden abgerissen und an der Stelle mit Villen neu bebaut. Die heutigen Kammern befinden sich in der Liegenschaft Albert-Einstein-Ring.
| Ehemals stationierte Einheiten |
| --- |
| - 5. Kammer des Truppendienstgerichts Nord (1985–1986) - 10. Kammer des Truppendienstgerichts Nord (1985–1986) - 11. Kammer des Truppendienstgerichts Nord (1985–1986) |

Lage: 53° 35′ N, 10° 0′ O

### Standortübungsplatz Höltigbaum

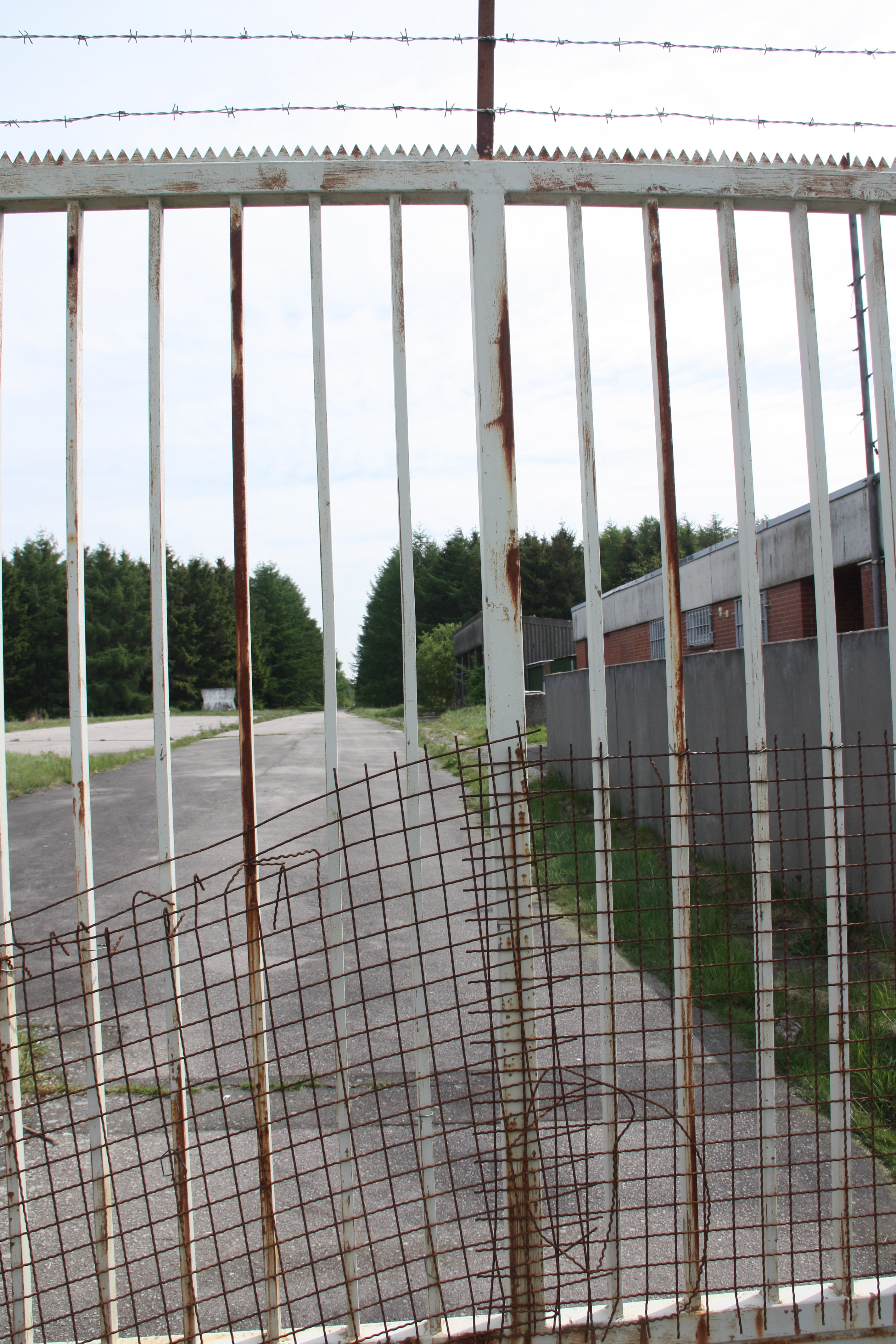
Blick auf das ehemalige Munitionslager am ehemaligen Standortübungsplatz Höltigbaum

Der Standortübungsplatz Höltigbaum befand sich auf der Grenze zwischen Hamburg-Rahlstedt und dem Kreis Stormarn (Schleswig-Holstein) im Ostteil Hamburgs. Der Standortübungsplatz wurde am 31. Dezember 1996 aufgegeben und zu einem kleinen Teil in ein Gewerbegebiet und zum größten Teil in das Naturschutzgebiet Höltigbaum umgewandelt.
| beherbergte Anlagen: |
| --- |
| - Übungsschießanlage Fliegerabwehr aller Truppen 100/1 - Standortschießanlage 100/1 - Standortmunitionsniederlage 100/1 (1971–1999) |

Lage: 53° 37′ N, 10° 12′ O

### Standortübungsplatz Fischbeker Heide
Der Standortübungsplatz Fischbeker Heide befand sich auf der Grenze zwischen Hamburg-Neugraben-Fischbek und dem niedersächsischen Neu Wulmstorf im Südwesten Hamburgs. Er wurde aufgegeben und in ein Naturschutzgebiet umgewandelt. Das Gelände schloss sich Unmittelbar an die Röttiger-Kaserne an und hatte eine Ausdehnung von 259 ha.
| beherbergte Anlagen:                                                                                               |
| --- |
| - Übungsschießanlage Fliegerabwehr aller Truppen 252/2 (1975–2003) - Standortmunitionsniederlage 252/3 (1982–1998) |

Lage: 53° 27′ N, 9° 50′ O

### Übungsgelände Hamburg-Harburg
Das Übungsgelände Hamburg-Harburg befand sich nahe der A7 in Hamburg-Heimfeld. Es trug den Beinamen „Heimfelder Holz“.
Lage: 53° 28′ N, 9° 55′ O

### Mobilmachungsstützpunkt Sülldorf
Der Mobilmachungsstützpunkt Sülldorf befand sich in Hamburg-Sülldorf.
| Ehemals stationierte Einheiten: |
| --- |
| - Feldartilleriebataillon 615 (GerEinh) - Feldersatzbataillon 64 (GerEinh) - Feldersatzbataillon 178 (1961–1981) - Wehrleit- und Ersatzbataillon 605 (GerEinh) - Wehrleit- und Ersatzbataillon 606 (GerEinh) |

Lage: 53° 35′ N, 9° 47′ O

### Mobilmachungsstützpunkt Kuhtrift
Der Mobilmachungsstützpunkt Kuhtrift befand sich in Hamburg-Heimfeld.
| Ehemals stationierte Einheiten:                |
| ---------------------------------------------- |
| - Inaktive Teile Sanitätsbataillon 3 (GerEinh) |

Lage: 53° 28′ N, 9° 56′ O

### Liegenschaft Heimfelder Straße
Eine Liegenschaft befand sich in der Heimfelder Straße in Hamburg-Heimfeld.
| Ehemals stationierte Einheiten:      |
| ------------------------------------ |
| - Standortverwaltung Hamburg-Harburg |

Lage: 53° 28′ N, 9° 58′ O

### Oberpostdirektion Hamburg
Die Oberpostdirektion Hamburg befand sich seit 1977 am Überseering 30 in Hamburg-Winterhude und zuvor am Stephansplatz in Hamburg-Neustadt.
| Ehemals stationierte Einheiten:                 |
| ----------------------------------------------- |
| - Teile Bereichsfernmeldeführer 117 (1955–1994) |

Lage: 53° 36′ N, 10° 1′ O

### Bundesbahndirektion Hamburg
Die Bundesbahndirektion Hamburg befand sich in der Museumstraße 39 in Hamburg-Altona.
| Ehemals stationierte Einheiten: |
| --- |
| - Territorialkommando Schleswig-Holstein / Abteilung Verkehrsführung Dezernat 4 (Eisenbahn) - Verkehrskommandantur 610 / Dezernat Eisenbahn |

Lage: 53° 33′ N, 9° 56′ O